# Saison 2016 des Diamondbacks de l'Arizona
La saison 2016 des Diamondbacks de l'Arizona est la 19e saison en Ligue majeure de baseball pour cette franchise.

## Contexte
L'édition 2015 des Diamondbacks possède une redoutable offensive, tirée par Paul Goldschmidt et A. J. Pollock, qui génère le second plus haut total de points de la Ligue nationale. En revanche, le personnel de lanceurs est une faiblesse évidente. Malgré 15 victoires de plus que la saison précédente, Arizona se classe en troisième place sur 5 clubs dans la division Ouest de la Ligue nationale avec 79 victoires et 83 défaites et accuse 13 matchs de retard sur le premier rang. C'est la quatrième année de suite que le club est incapable de remporter plus de matchs qu'il n'en perd.

## Calendrier pré-saison
L'entraînement de printemps 2016 des Diamondbacks se déroule du 1er mars au 2 avril.

## Saison régulière
La saison régulière de 162 matchs des Diamondbacks débute le 4 avril par la visite à Phoenix (Arizona) des Rockies du Colorado et se termine le 2 octobre suivant. 

### Classement
| Ligue nationale division Ouest | V  | D  | %    | Diff. | Diff. (séries) |
| ------------------------------ | -- | -- | ---- | ----- | -------------- |
| Dodgers de Los Angeles         | 91 | 71 | ,562 | -     | -              |
| Giants de San Francisco        | 87 | 75 | ,537 | 4     | -              |
| Rockies du Colorado            | 75 | 87 | ,463 | 16    | 12             |
| Diamondbacks de l'Arizona      | 69 | 93 | ,426 | 22    | 18             |
| Padres de San Diego            | 68 | 94 | ,420 | 23    | 19             |

## Affiliations en ligues mineures
| Niveau            | Équipe                                | Ligue                         |
| ----------------- | ------------------------------------- | ----------------------------- |
| AAA               | Aces de Reno                          | Ligue de la côte du Pacifique |
| AA                | BayBears de Mobile                    | Southern League               |
| A-Advanced        | Rawhide de Visalia                    | California League             |
| A                 | Kane County Cougars                   | Midwest League                |
| A (saison courte) | Hops de Hillsboro                     | Northwest League              |
| Ligue des recrues | Osprey de Missoula                    | Pioneer League                |
| Ligue des recrues | Diamondbacks de la Ligue de l'Arizona | Ligue de l'Arizona            |
| Ligue des recrues | DSL Diamondbacks                      | Dominican Summer League       |